# Rut, Hodiše
Rut (nemško Rauth) je naselje v Občini Hodiše v Okraju Celovec-dežela na Koroškem v Avstriji.